# 廣田悠美
廣田 悠美（ひろた ゆうみ、1988年10月10日 - ）は、日本の女性声優。青森県出身。マウスプロモーション所属。

## 略歴
2007年に日本ナレーション演技研究所、2011年に映像テクノアカデミアを経て、2013年よりマウスプロモーション所属。

## 人物
趣味・特技にはダンスを挙げている。方言は南部弁。

## 出演
太字はメインキャラクター。

### テレビアニメ
2014年
- ジョジョの奇妙な冒険 シリーズ（2014年 - 2018年、老婆、女子生徒B、少年C） - 3シリーズ

2015年
- 少年ハリウッド -HOLLY STAGE FOR 50-（ファン）

2016年
- ジョーカー・ゲーム（芸者、仲居、劇団員）
- ふらいんぐうぃっち（家庭科の先生）

2017年
- いぬやしき（子供、男子、乗客）
- UQ HOLDER! 〜魔法先生ネギま!2〜（アナウンス）

2018年
- バジリスク 〜桜花忍法帖〜（竹千代）
- 終電後、カプセルホテルで、上司に微熱伝わる夜。（客、女性社員、会場スタッフ、会場の女性客）

2020年
- うちタマ?! 〜うちのタマ知りませんか?〜（客）
- 体操ザムライ（ちびっこA、男の子A、堂島のファンC、クラブのジュニアD）

2021年
- アイドリッシュセブン Third BEAT!（女性アナウンサー）

2022年
- ルパン三世 PART6（部下）
- うる星やつら (2022)（2022年 - 2024年、女子生徒、子供、女子、おばさん、陽子 他） - 2シリーズ

2023年
- 冒険大陸 アニアキングダム（ハヤブサ）
- め組の大吾 救国のオレンジ（少年）

2024年
- らんま1/2 (2024)（女子生徒）

2025年
- 天久鷹央の推理カルテ
- TO BE HERO X（村の子供）

### 劇場アニメ
- 打ち上げ花火、下から見るか? 横から見るか?（2017年、生徒）

### Webアニメ
- マウスどうぶつえん（2019年、ゴリラのゆうみ）
- マウスどうぶつえん名作劇場（2020年、ゴリラのゆうみ）

### ゲーム
2010年代
- とってもE麻雀ぷらす（2014年、新堂アリサ）
- 御城プロジェクト（2015年、鳥羽城）
- ストリートファイターV（2016年、大和・ナデシコ、テレフォンボイス）
- ペルソナ5（2016年）
- ペルソナ5 ザ・ロイヤル（2019年）

2020年代
- ファイナルファンタジーVII リメイク（2020年）
- ウォッチドッグス レギオン（2020年、ボイスパターン・女性1）
- Far Cry 6（2021年、タリア・ベナビデス）
- スター・ウォーズ 無法者たち（2024年、ヴェイル）

### オーディオドラマ
- カーリング部、番外編。「カーリング部のゆるーい日常」（2021年、和泉沢旭[11]）

### 吹き替え

#### 映画
- エニシング・イズ・ポッシブル（クリス〈ケリー・ラモア・ウィルソン〉）
- オールド（パトリシア〈ニキ・アムカ＝バード〉[12]）
- グレース・オブ・モナコ 公妃の切り札（マッジ・ティヴィ＝フォコン〈パーカー・ポージー〉）
- ジュラシック・ワールド バトル・アット・ビッグロック[13]
- ナイトスイム（男の子[14]）
- ハスラーズ（メルセデス〈キキ・パーマー〉）
- ワイルド・スピード/ジェットブレイク[15]（レイサ〈カーディ・B〉）
- ふたりで終わらせる/IT ENDS WITH US（アリッサ〈ジェニー・スレイト〉[16]）

#### ドラマ
- アメリカン・ゴシック 〜偽りの一族〜
- アレクサ&ケイティ（レーガン）
- アンフォゲッタブル4 完全記憶捜査
- ウルフ教授の科学捜査ファイル（ドミニク〈シャニカ・オクワク〉[17]）
- うわさのツインズ リブとマディ（ステインズ（ブリジット・シャーゲイルズ（英語版）〉）
- エクスタント
- NCIS 〜ネイビー犯罪捜査班
- GIRLS/ガールズ（スー・ジン）
- キャシーのbig C いま私にできること（英語版）（ミア〈アレクサンドラ・ソチャ〉）
- グレイズ・アナトミー 恋の解剖学（タリン）
- 刑事ヴィスティング〜殺人鬼の足跡〜（トールン〈ヒャシュティ・サンダル〉[18]）
- サブリナ: ダーク・アドベンチャー（ロザリンド〈ジャズ・シンクレア（英語版）〉）
- セックス・エデュケーション（オリヴィア）
- DOC あすへのカルテ（カロリーナ〈ベアトリス・グランノ〉）
- ノット・オーケー（ディナ）
- 七日の王妃（チャン・ノクス）
- THE BRIDGE/ブリッジ
- プロジェクト・ランウェイ14（マーリン）
- ボルジア家 愛と欲望の教皇一族
- マーベラス・ミセス・メイゼル（アイリーン）
- リベンジ
- ユーフォリア/EUPHORIA（キャット〈バービー・フェイレラ〉[19]）
- LAW & ORDER:UK（英語版）
- ロック・アップ/スペイン女子刑務所（テレ）

#### アニメ
- Oops!フェアリーペアレンツ: ピカピカの願い（ヘイゼル）
- トロールズ ミュージック★パワー（ブリジット[20]）
- スクルージ:クリスマス・キャロル
- パラダイス警察（英語版）（ジーナ・ジャボウスキ）
- ペット2（ヤミー[21]）
- ボス・ベイビー ファミリー・ミッション（ティファニー[22]）
- ミニオンズ フィーバー（ブラッドリー[23]）
- 弱虫スクービーの大冒険

### デジタルコミック
- ヘタレ姉。（2016年 - 2017年、出原日鞠）

### ラジオ
- 鰯ヶ浜日本女子プロレス放送局!（2017年、YouTube）

### ボイスオーバー
- アイ・マジック
- アブウェーブ

### シリーズ一覧
1. ↑  2nd Season前半『スターダストクルセイダース』（2014年）、3rd Season『ダイヤモンドは砕けない』（2016年）、4th Season『黄金の風』（2018年）
2. ↑  第1期（2022年 - 2023年）、第2期（2024年）